# Bulbophyllum mandibulare
Bulbophyllum mandibulare es una especie de orquídea epifita  originaria de  	 Asia. 

## Descripción
Es una orquídea de pequeño tamaño, con hábitos epifita con pseudobulbo agrupados elipsoides estrechos, glaucos que llevan una sola hoja, apical, oblongo-lanceolada, obtusa, estrechándose gradualmente abajo en la base peciolada. Florece dos veces al año en una inflorescencia delgada, erguida l arqueada de 20 cm de largo, con  pocas flores, sucesivamente de 1 a 2 flores duraderas,  grandes y carnosas.

## Distribución y hábitat
Se encuentra en Sabah, Borneo en los bosques ribereños de tierras bajas y en las elevaciones de 300 a 2.100 metros.  

## Taxonomía
Bulbophyllum mandibulare fue descrita por Heinrich Gustav Reichenbach y publicado en The Gardeners' Chronicle, new series 17: 366. 1882.
Etimología
Bulbophyllum: nombre genérico que se refiere a la forma de las hojas que es bulbosa.
mandibulare: epíteto latino 